# Тиха вулиця (Рівне)
Ву́лиця Ти́ха — одна з вулиць міста Рівне.
Вулиця пролягає на південь від вулиці Драгоманова до вулиці Степана Бандери. В точці зіткнення вулиць Тихої та Степана Бандери також розташований кінець вулиці Лермонтова.
У будинку на вул. Тихій, 1 розташовані офіси газет Ракурс-Рівне та Об'ява. Також на вулиці є декілька магазинів та бібліотека-філія №9 Рівненської ЦБС. Решта будинків — житлові.